# Sturmpanzerwagen Oberschlesien
Sturmpanzerwagen Oberschlesien („Vehicul blindat de asalt «Silezia Superioară»”, din germană der Sturm=furtună, asalt; germană der Panzer, gepanzert=blindat; germană der Wagen=vehicul, car) a fost un proiect de tanc german din Primul Război Mondial. El a reprezentat o concepție radicală față de vehiculele de asalt existente, proiectul prevăzând realizarea unui tanc de asalt rapid și cu blindaj ușor.